# Obertura 1812
L'any 1812, festival d'obertura en mi bemoll major, op. 49, popularment coneguda com a Obertura 1812, és una obra orquestral de Piotr Ilitx Txaikovski que commemora la fallida invasió francesa de Rússia, i la subsegüent desfeta de la Grande Armée («Gran Exèrcit») de Napoleó, un esdeveniment que va marcar el 1812 com el principal punt d'inflexió de les Guerres Napoleòniques.
Es va estrenar a Moscou el 20 d'agost de 1882, dirigida per Ippolit Al'tani sota un envelat a prop de la quasi-finalitzada catedral del Crist Salvador, que també ret homenatge a la de defensa de Rússia de 1812. L'any 1891, Txaikovski dirigí l'obertura ell mateix en la inauguració del Carnegie Hall.

## Resum
L'obertura és una composició de música programàtica. Comença amb les tonalitats fosques dels cants de l'església russa, recordant la declaració de guerra anunciada als serveis religiosos de Rússia i, immediatament, passa a un cant solemne per a l'èxit de Rússia en la guerra. Aquest anunci i la reacció popular fou recollit per Lev Tolstoi a Guerra i Pau.
A continuació apareix un tema interpretat per les trompes que representa els exèrcits en marxa. L'himne nacional francès, La Marsellesa, representa les victòries franceses a la guerra i la captura de Moscou el setembre de 1812. Segueix una dansa popular russa que commemora la batalla en què els russos derrotaren als francesos i la subsegüent retirada de la Grande Armée queda reflectida amb un diminuendo, acompanyat de foc de canons que representen l'avanç cap a les fronteres franceses. Amb la finalització del conflicte torna el tema del cant, aquesta vegada interpretat per tota l'orquestra amb repic de campanes per la victòria i l'alliberament de Rússia. Per sota del soroll dels canons i juntament amb el tema de la marxa es pot sentir l'himne rus de l'època, Déu salvi el Tsar. Aquest himne rus és el contrapunt a l'himne francès escoltat abans. 
A l'època soviètica, l'obra de Txaikovski va haver de ser editada per a les representacions: l'himne Déu salvi el Tsar de l'obertura es va canviar pel cor Glòria de l'òpera Ivan Susanin de Glinka.
El foc de canó real prescrit per Txaikovski, normalment es realitza amb un bombo. També es poden escoltar diminuendos de tambor fortament accentuats, tot i que no tan sovint. No obstant això, el foc de canó s'ha utilitzat en alguns casos, i es va fer servir per primer cop en un enregistrament de l'Orquestra Simfònica de Minneapolis als anys 50. Després, altres grups han fet enregistraments semblants, ajudant-se dels avenços en la tecnologia de l'àudio. El foc de canó s'utilitza cada any el 4 de juliol en la Diada de la Independència dels Estats Units, en l'execució de l'Obertura 1812 per la Boston Pops Orchestra en el seu concert anual a la riba del riu Charles a Boston, Massachusetts. També es fa servir foc de canó real a la desfilada anual de l'Australian Defense Force Academy a Canberra, Austràlia.
A mitjans de la dècada del 1960, Igor Buketoff va realitzar una adaptació de l'"Obertura 1812" amb cors. La secció inicial era una salmòdia cantada per veus en comptes de ser interpretada per violoncels i violes, els cors infantils s'afegien a la flauta i al corn anglès, i el cor complet es barrejava amb els vents (l'orquestra sencera, de fet) a la secció final. Un homenatge a aquesta cançó es pot escoltar al tema 2112 Overture de la banda canadenca Rush.

## Aparicions de la melodia a la cultura popular
(aquestes aparicions es refereixen principalment a la part de la composició on es poden sentir els canons)
- Forma part de la banda sonora dels anuncis publicitaris del Risk, així com de les seves versions per a ordinador (Risk 1 i Risk 2).
- A la pantalla de màximes puntuacions del joc d'ordinador Project-X.
- Usat com a música d'introducció del joc d'ordinador Wizkid. A la introducció, el personatge principal del joc (Wizkid) dirigeix una orquestra (que no es veu) i un parell de canons (que sí que es veuen). Quan sona l'últim acord de la melodia, el cap de Wizkid explota i en surten bombolles vermelles en totes direccions.
- La melodia també apareix en un altre joc d'ordinador, el Fiendish Freddy's Big Top O'Fun, en una escena de canons.
- La melodia també apareix a la pel·lícula de V de Vendetta per la megafonia de la ciutat de Londres abans de fer explotar l'edifici de Old Bailey.